# バルカー島の戦い
バルカー島の戦い（英: Battle of Valcour Island）またはバルカー湾の戦い（英: Battle of Valcour Bay）は、アメリカ独立戦争中の1776年10月11日から13日にかけて、ニューヨーク植民地の北部、シャンプレーン湖で行われた水上での戦いである。バルカー島（フランス語ではバルクール島）はシャンプレーン湖では4番目に大きい島であり、湖の中央部西寄りに位置する。水上戦はバルカー島とニューヨーク本土との間の水域で行われた。アメリカの海軍にとっては初めての水上戦として一般に見なされている。ベネディクト・アーノルドが指揮した大陸軍側の艦船は大半が破壊されたが、結果的にイギリス軍が目指した北部からサラトガ方面に侵攻する作戦を1年遅らせることになったので、大陸軍の戦略的勝利と考えることができる。

## シャンプレーン湖の戦略的重要性
1775年秋から1776年夏にかけて行われた大陸軍のカナダ侵攻作戦は大陸軍の失敗に終り、イギリス軍カナダ方面軍を指揮するガイ・カールトンは、撤退する一方となった大陸軍に逆襲し、6月にはモントリオールを取り戻していた。モントリオールからシャンプレーン湖の北端は比較的近くであり、この湖を抑えてさらに南のハドソン川渓谷を下れば、ニューヨーク市を占拠しているイギリス軍との連絡が取れ、アメリカ植民地をニューイングランドとそれ以外の中南部植民地に分断できることになり、植民地の反乱軍を圧倒できる可能性が開けると予測された。
湖の南端はクラウンポイントとタイコンデロガ砦で大陸軍がしっかりと守っていたので、これを排除する必要があった。道路は通行不能であるか、存在しないも同然であったので、兵士や物資の輸送は湖水に頼らざるを得なかったが、この時点で湖上の舟艇は大陸軍に握られていた。このような情勢下で、両軍とも水上戦力を整えにかかった。イギリス軍は湖の北端からリシュリュー川を下ったケベックのサン・ジャン・シュル・リシュリューで艦隊を建造した。イギリス軍はセントローレンス川を使って、十分な物資や熟練した造船工、さらに部分的に組み立てられた船をイギリス本国から運んだ。180トンの軍艦まで分解して運び湖で組み立て直した。大陸軍は湖の南端スケンスボロで準備したが、艦船の数もその火力もイギリス軍の半分程度であった。

### 投入戦力
ベネディクト・アーノルドの旗艦は元々2本マストのスクーナー、ロイヤル・サベージで、デイビッド・ホーリー船長が指揮していたが、アーノルドはオールつきガレー船、コングレスに旗艦を変えた。他には、2本マストのスクーナー、リベンジとリバティ、スループ船のエンタープライズ、さらに8隻のゴンドラ、ニューヘイブン、プロビデンス、ボストン、スピイトファイア、フィラデルフィア、コネチカット、ジャージー、ニューヨークとガレー船トランブルなどで総計16隻であった。
イギリス海軍の旗艦、インフレキシブルは全長80フィート (24 m)であった。スクーナーはマリア、カールトン、ロイアル・コンバートの3隻、2本マストのケッチ船サンダラー、他に大砲を1門ずつ搭載した1本マストの砲艇20隻など、総計30隻であった。

## 戦闘
アーノルドはコネチカットで海上貿易を生業にしていた。アーノルドは抜け目無く湖岸とバルカー島の間の狭く岩の多い水域で戦えば戦力的に劣る大陸軍でも戦えると踏んだ。イギリス軍はその火力を最大限に活かしにくいし、大陸軍は水上戦に慣れていなくともそれ程影響しないとみたからである。
1776年10月11日の正午ごろ、イギリス艦隊は大陸軍艦隊と300ヤード (270 m)離れて戦列を組み、小さな砲艇を前に、その50ないし100ヤード後ろに主力艦5隻を並べた。イギリス艦隊は船腹に並べた大砲の火蓋を切った。これは約5時間も続いた。このために大陸軍のリベンジが多く被弾し、フィラデルフィアも被弾した挙句午後6時半に沈んだ。デイビッド・ホーリー船長が指揮するロイヤル・サベージは座礁したので、イギリス軍に捕獲されないよう乗組員が火を放った。コングレスとワシントンは大破し、ジャージーとニューヨークも損傷が大きかった。イギリス軍の被害も広がり始めた。カールトンは、座礁したロイヤル・サベージに乗り移ろうとしている時に被弾し、火が燃え移って撤退した。デュフェ中尉の指揮する小さな砲艇が大砲弾の直撃を受けて爆発し沈没した。他の砲艇も多くが被弾し後退して大陸軍からの距離を700ヤード (630 m)にした。2隻の砲艇は損傷が激しかったので戦闘後に自沈させた。
その日の日没時点では大陸軍の分が悪かった。ほとんどの艦船が被害を受けるか沈んでおり、乗組員も約60名が死傷していた。イギリス軍の死傷者は約40名であった。アーノルドはイギリス軍に勝てないと考え、撤退を決めた。アーノルドは夜陰に紛れてイギリス艦隊をやり過ごし、湖の南端にあるクラウンポイントに集結している陸軍の部隊との合流を試みた。あいにく天候が悪く、目的地まで行き着かない船が多かった。イギリス軍の指揮官カールトンは大陸軍の船を追掛ける途中、誤って小さな岩礁を砲撃してしまった。その岩礁は後にカールトンの褒章と名づけられた。

## 戦闘の後
10月12日、8マイル (13 km)航行しただけで、プロビデンスはスカイラー島沖のバトンモールド湾の浅瀬に乗り上げたが、ここは重いイギリス艦も近寄れなかった。プロビデンスから大砲や火薬その他仕えるものが取り外された。ジャージーも座礁し、リーの乗組員がプロビデンスと同じ処置を行った。10月13日、イギリス艦隊はスプリット岩礁沖で遂に大陸軍に追いついて、ワシントンを捕獲し、逃げるコングレスを沈めた。アーノルドは200名の水夫を率いて船を離れ、徒歩でクラウンポイントに辿りついた。最終的には、トランブル、エンタープライズ、リベンジ、ニューヨーク、リバティが帰還できた。アーノルドは残った船に火を着けさらにタイコンデロガ砦まで撤退した。大陸軍の損失は80名以上が死傷し、捕虜となったのは120名であり、その多くは負傷者だった。12日と13日のイギリス軍の被害は無かった。
イギリス軍はシャンプレーン湖から大陸軍を一掃し制海権を取ったが、アーノルドがタイコンデロガ砦に到着した10月20日には既に雪が降り始めた。カールトンはクラウンポイントとタイコンデロガ砦の攻撃を延期するしかなかった。カールトンは11月始めにカナダの冬季宿営所に戻った。翌年の1777年、準備を怠らなかった大陸軍はサラトガでイギリス軍の侵攻を食い止め、ハドソン川渓谷の支配を続けた。